# Francisco Bernaldo de Quirós y Mariño de Lobera
Francisco Bernaldo de Quirós y Mariño de Lobera (Oviedo, España; 26 de abril de 1763 - Madrid, España; 5 de febrero de 1837), VI Marqués de Campo Sagrado, fue un militar y político español, Ministro de la Guerra de 1815 a 1817 y varias veces Capitán General de Cataluña.

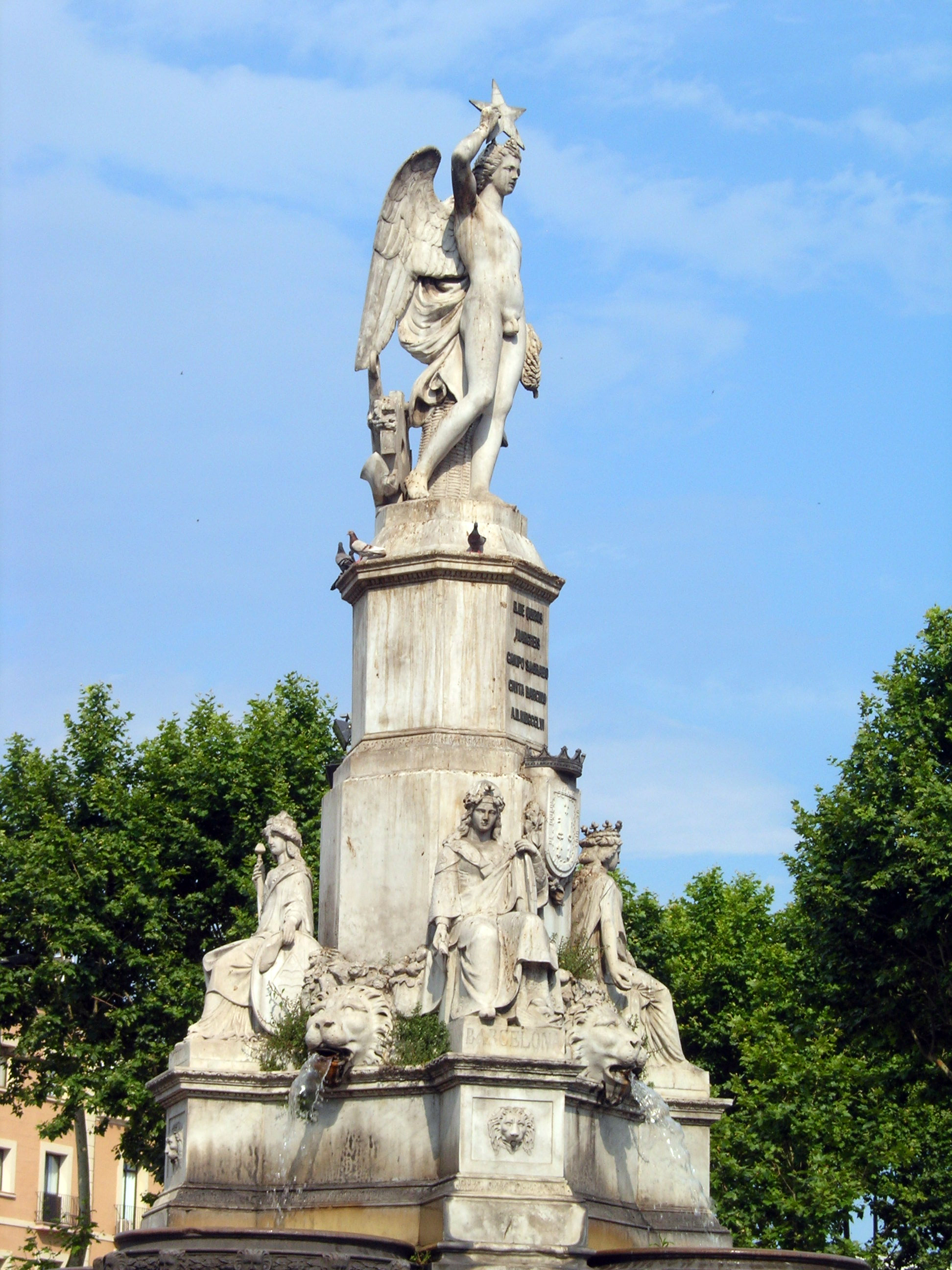
La Fuente del Genio Catalán, erigida en 1856 en la plaza del Palau de Barcelona. Este monumento honra al Marqués de Campo Sagrado, Capitán General de Cataluña, por haber traído a la ciudad en 1826 las aguas de la sierra de Moncada. La figura alada alegoriza el triunfo del progreso técnico; las cuatro matronas representan a las provincias catalanas, y los caños que brotan de cabezas de león a los ríos Ebro, Segre, Llobregat y Ter. En el frente, bajo la inscripción, luce un escudo con las armas y lema de los Quirós, timbrado de corona y rodeado de ramos de laurel.

Bandera inspirada en el informe de Gaspar Melchor de Jovellanos sobre el blasón que debía pintarse en las banderas del Regimiento de Nobles Asturianos. Redactado a petición de Campo Sagrado, este informe proponía usar como insignia la Cruz de la Victoria, y ha servido de fundamento para que en 1984 se adoptara dicho emblema en el escudo del Principado de Asturias.

## Biografía
Nació el 26 de abril de 1763 en el palacio de su familia en Oviedo, hoy sede del Tribunal Superior del Principado, y fue bautizado el 28 en San Juan el Real. Era el tercer hijo varón de Francisco Antonio Bernaldo de Quirós y Cienfuegos, IV Marqués de Campo Sagrado, mayorazgo en Oviedo y en Avilés, y de Francisca de Sales Mariño de Lobera y Pardo de Figueroa, su mujer y prima segunda, natural de Pontevedra, hija de los Marqueses de la Sierra.
En 1792 su hermano José Benito, que era clérigo, Maestrescuela de la Catedral de Cuenca y Sumiller de Cortina de S.M., hizo renuncia y cesión en su favor del marquesado de Campo Sagrado y del mayorazgo de los Quirós, que comportaba los señoríos de Villoria y del valle de Viñayo, y los oficios de Alguacil Mayor de Oviedo, con vara de regidor, y de Notario Mayor de la Santa Cruzada de dicha ciudad y obispado.
Ingresó en el Colegio de Artillería en el año 1777, con catorce años de edad. Combatió en el sitio y rendición del castillo de San Felipe de Mahón, en el de Gibraltar y en la Guerra contra la República Francesa. Fue Coronel del Regimiento de Nobles Asturianos, y se retiró del servicio con dicho empleo en 1803, habiendo sido nombrado caballero de la Orden de San Hermenegildo y condecorado con la  Orden de Lis.
Pero volvió a empuñar las armas al estallar la Guerra de la Independencia, a requerimiento de la Junta Suprema del Principado, que le nombró Teniente General el 23 de junio de 1808. Desempeñó un relevante papel político y militar durante la contienda y en los años siguientes:
- Fue miembro de la Junta Central Suprema y Gubernativa del Reino (1808-1810), designado por la de Asturias. El otro representante del Principado era su amigo Gaspar Melchor de Jovellanos.[3]
- Diputado a Cortes por Asturias en las Constituyentes de 1810.
- Secretario de Estado y del Despacho universal de la Guerra de España e Indias por nombramiento del 23 de octubre de 1815 (publicado en la Gaceta del 26). Fue destituido el 19 de junio de 1817 (Gaceta del 21), por haberse negado a firmar la condena a muerte del General Lacy.[4]
- Actuó como Notario Mayor de los Reinos el 22 de febrero de 1816, en la firma de las capitulaciones matrimoniales del Rey Fernando VII con la Infanta María Isabel de Portugal.[5]
- Caballero gran cruz de la Orden de Carlos III desde 1816.
- Capitán General de Castilla la Nueva en 1823.
- Tres veces Capitán General de Cataluña: en 1814, 1824 y 1826-27. Protegió a los liberales barceloneses de la represión absolutista —tanto de Fernando VII como de los Cien Mil Hijos de San Luis— y mandaba el ejército que sofocó a los Malcontents.[6] Barcelona honra su memoria con el nombre de una calle y con la Fuente del Genio Catalán: monumento erigido en 1856 en la plaza del Palau y que le recuerda por haber traído a la ciudad las aguas de la sierra de Moncada.[7]
- Consejero de Estado,
- Socio honorario de la Real de Amigos del País de Asturias,
- Presidente de la Academia Médico-Práctica de Barcelona.
- Capitán General de Galicia[8]

Casó sucesivamente con dos hermanas: Escolástica y Jacoba de Valdés e Inclán, de la familia gijonesa de los condes de Canalejas. Y murió sin descendencia en Madrid el 5 de febrero de 1837.